# Nathaniel Phillips
Nathaniel Harry Phillips, född 21 mars 1997, är en engelsk fotbollsspelare som spelar för engelska Liverpool.

## Klubbkarriär

### Liverpool
Phillips gick 2016 över till Liverpools akademilag och lämnade därmed sin moderklubb Bolton Wanderers, Premier League-debuten kom den 31 oktober 2020 i en match mot West Ham United. Matchen slutade 2-1 till Liverpool.

### VfB Stuttgart
Phillips lånades ut till 2. Bundesliga-klubben VfB Stuttgart under säsongen 2019. Den 17 augusti kom ligadebuten mot St. Pauli. Den 1 januari 2020 blev Phillips återkallad till Liverpool eftersom klubben hade kris i backlinjen på grund av skador.

### Bournemouth
Den 31 januari 2022 lånades Phillips ut till Bournemouth på ett låneavtal över resten av säsongen 2021/2022.